# 원효로동
원효로동(元曉路洞)은 서울특별시 용산구에 있는 행정동 및 법정동이다.

## 개요
해방 이후 1946년 10월 일제식 명칭을 정리할 때 원정(元町)을 신라시대의 고승인 원효대사의 이름을 붙여 ‘원효로’라 불렀다. 이후 다시 원효로1가, 원효로2가, 원효로3가, 원효로4가로 나뉘었다.

## 법정동

### 원효로제1동
- 원효로1가
- 원효로2가
- 신계동
- 문배동

### 원효로제2동
- 원효로3가
- 원효로4가
- 산천동
- 청암동
- 신창동

## 교육
- 원효초등학교
- 남정초등학교
- 성심여자중학교
- 성심여자고등학교

## 교통
- 용산역
- 원효대교

## 명소
- 심원정터

원효로의 명소로 널리 알려진 곳으로는 원효로4가 87번지 2호에 임진왜란 때 명일 강화회담을 했던 심원정 터가 있다. 이곳에서 임진왜란 이듬해인 1593년 정월, 권율 장군과 명나라의 이여송, 일본의 소서행장 등이 화의를 맺고 기념식수를 하였다고 한다. 현재 정자는 남아 있지 않으나, 그때 심었다는 수령 500년 쯤으로 보이는 배송은 천연기념물 제6호로 지정되었으며 강화비에는 《왜명강화지처》라고 음각되어 있다.
- 나진전자상가
- 용산전자상가

## 아파트
| 단지명            | 건설사              | 시행사     | 주소                         | 입주        | 비고 |
| ----------------- | ------------------- | ---------- | ---------------------------- | ----------- | ---- |
| 리버힐 삼성       | 삼성물산㈜ 건설부문 |            | 용산구 효창원로 17 (산천동)  | 2001년 2월  |      |
| 강변 삼성스위트   | 삼성중공업          | 삼성중공업 | 용산구 원효로 40 (원효로4가) | 1999년 12월 |      |
| 천년명가 청암자이 | 엘지건설            | ㈜부곡레저 | 용산구 삼개로 60 (청암동)    | 2005년 8월  |      |